# Triclema
Triclema is een geslacht van vlinders van de familie van Lycaenidae. De wetenschappelijke naam en de beschrijving van dit geslacht zijn voor het eerst gepubliceerd in 1893 door Ferdinand Karsch.
De soorten van dit geslacht komen voor in het Afrotropisch gebied.

## Soorten
- T. aequatorialis (Stempffer, 1962)
- T. africana Bethune-Baker, 1926
- T. belcastroi Libert, 2010
- T. coerulea (Aurivillius, 1895)
- T. collinsiana Libert, 2010
- T. fasciatus (Aurivillius, 1895)
- T. hybrida Libert, 2010
- T. inconspicua Druce, 1910
- T. josianae Libert, 2010
- T. lacides (Hewitson, 1874)
- T. lamias (Hewitson, 1878)
- T. likouala (Stempffer, 1962)
- T. lucretilis (Hewitson, 1874)
- T. lutzi Holland, 1920
- T. melambrotus (Holland, 1893)
- T. mullini Libert, 2010
- T. nigeriae (Aurivillius, 1905)
- T. obsoleta (Stempffer, 1947)
- T. oremansi Libert, 2010
- T. perobscura Libert, 2010
- T. phoenicis Karsch, 1893
- T. rufoplagata Bethune-Baker, 1910
- T. staudingeri (Grose-Smith & Kirby, 1894)